# Walter Wittich
Walter Wittich (* 11. April 1897 in Borken (Hessen); † 1977) war ein deutscher Oberförster, Forstwissenschaftler und Bodenkundler. Er lehrte als Hochschullehrer an der Forstakademie Eberswalde und der Georg-August-Universität Göttingen (1949–1965).
Zudem war Wittich in seiner Studienzeit Mitglied der FAG Hubertia Hann. Münden, später Forstakademische Gesellschaft Freia.

## Ehrungen
- Justus-von-Liebig-Preis für Welternährung, 1958.
- Ehrendoktorwürde der Staatswirtschaftlichen Fakultät der Universität München, 1967.[3]